# 共振装置 (音乐)

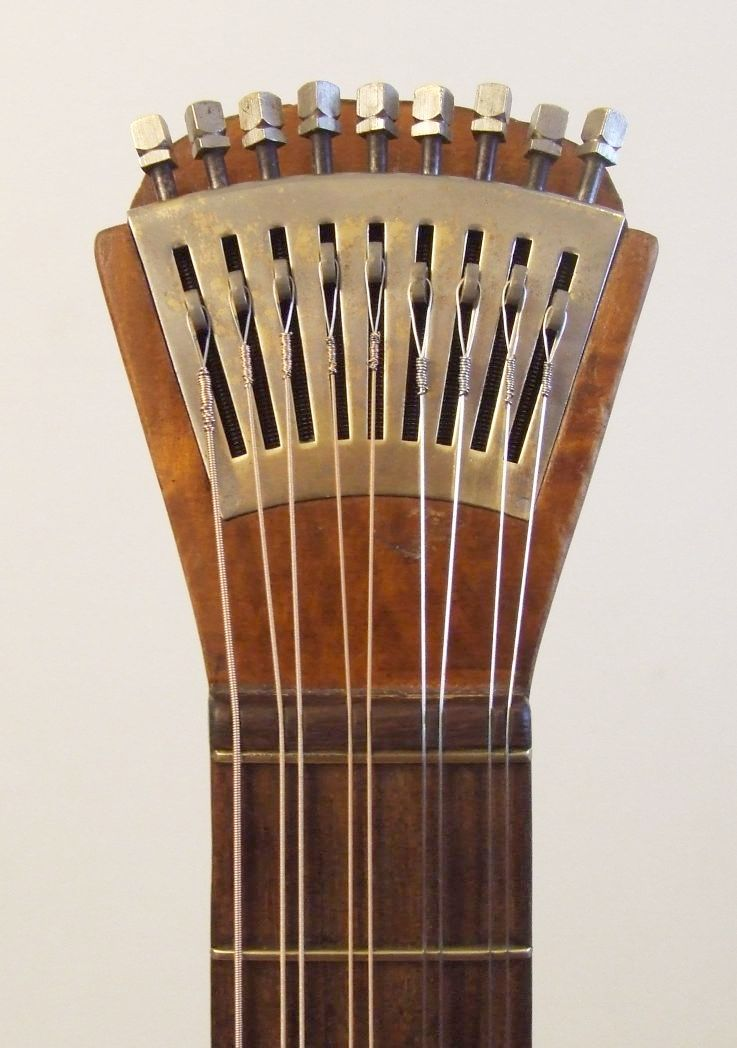
Cittern courses.

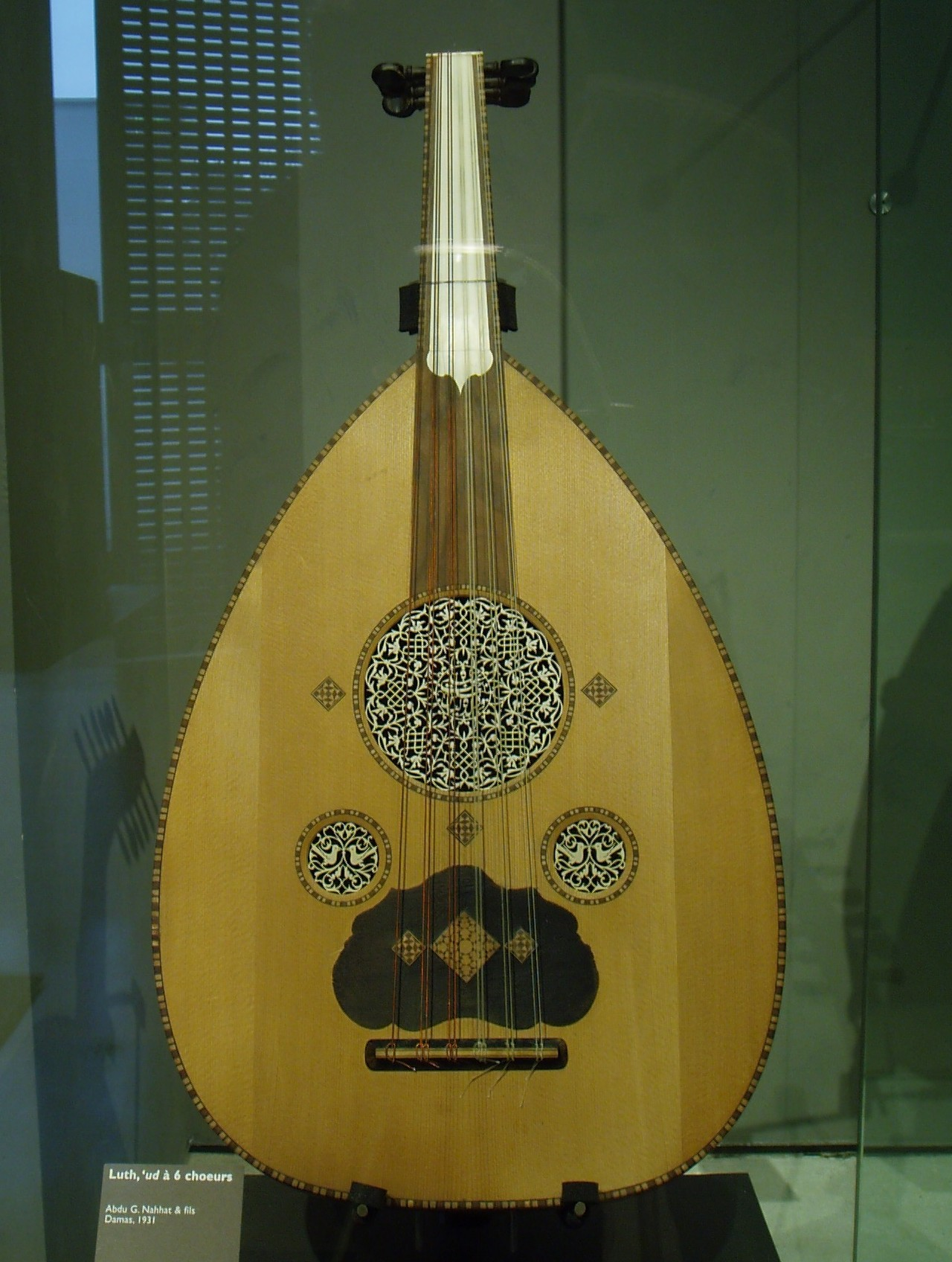
Lute courses.

共振装置是实现乐器发出同音或八度音阶的一对或多对相邻的装置，装置中的琴弦通常在乐器演奏中作为一个整体发出声音。它也指通常在演奏中，单个共振装置在其他共振装置的协同下发出自身的声音,例如巴洛克九弦吉他的低音弦就是这样发音的。
拥有至少一个由多根琴弦组成的共振装置的乐器被称为「共振乐器」，而所有琴弦都单独发音的乐器称为「非共振乐器」。
使用两个共振装置的乐器包括:
- 吉他
- 五弦琴
- 巴霍格吉他
- 巴洛克吉他
- 布祖基琴
- 夏朗戈吉他
- 巴腾特吉他
- 拨弦乐器
- 八弦贝斯吉他
- 琵琶
- 曼多林系列乐器
- 乌德琴
- 春天六弦琴
- 十二弦吉他
- 比尤埃拉琴
- 中提琴吉他

使用三个共振装置的乐器包括：
- 智利吉他
- 三重吉他
- 十二弦贝司

## 曼多林
除了最低音弦以外，曼多林系列的所有乐器的每两根或每三根琴弦之间都存在共振装置，且大多数曼多林乐器一般在八根琴弦中有四个共振装置。
曼多琴是一个例外，它有四个单独单独的琴弦组成。

## 诗琴

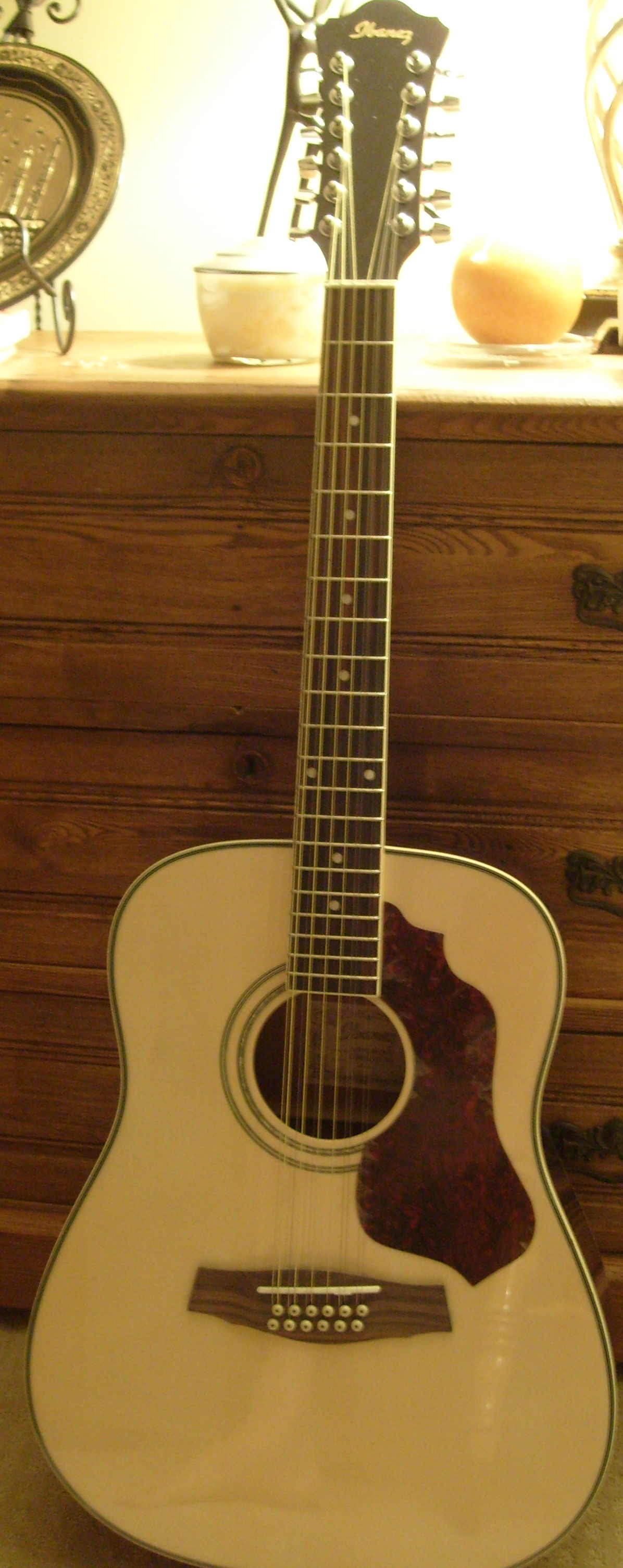
Acoustic 12-string guitar.

## 吉他

### 巴洛克吉他
巴洛克 吉他有五门共振装置，最常见的四大巴洛克吉他有着双重琴弦，而其余的巴洛克吉他有单个琴弦或双重琴弦。
以下是几种现代十弦吉他，而它们的琴弦都是单独发出声音的。

### 十二弦吉他
十二线吉他有12根琴弦组成并有六个共振装置。这些共振装置通常和六弦吉他一样相互调和，然而老一点的乐器通常声音要低一些，来减少乐器的压力，并通过吉他品住发音。
最低的三个共振装置通常在八度音阶调谐，并与主要的共振装置及较低的共振装置共同发出声音。而上面的两个共振装置发出同音。吉他的共振装置会发出同音或高八度音。
在一些电动 十二弦吉他,尤其是里肯巴克360十二弦吉他的八度的共振装置是低于主要的共振装置的。

## 十二弦贝司
电动十二弦贝司有十二个琴弦及四个三重共振装置。低音的贝斯也会有六个双重共振装置，但这是很罕见的。